# Valdemaras Chomičius

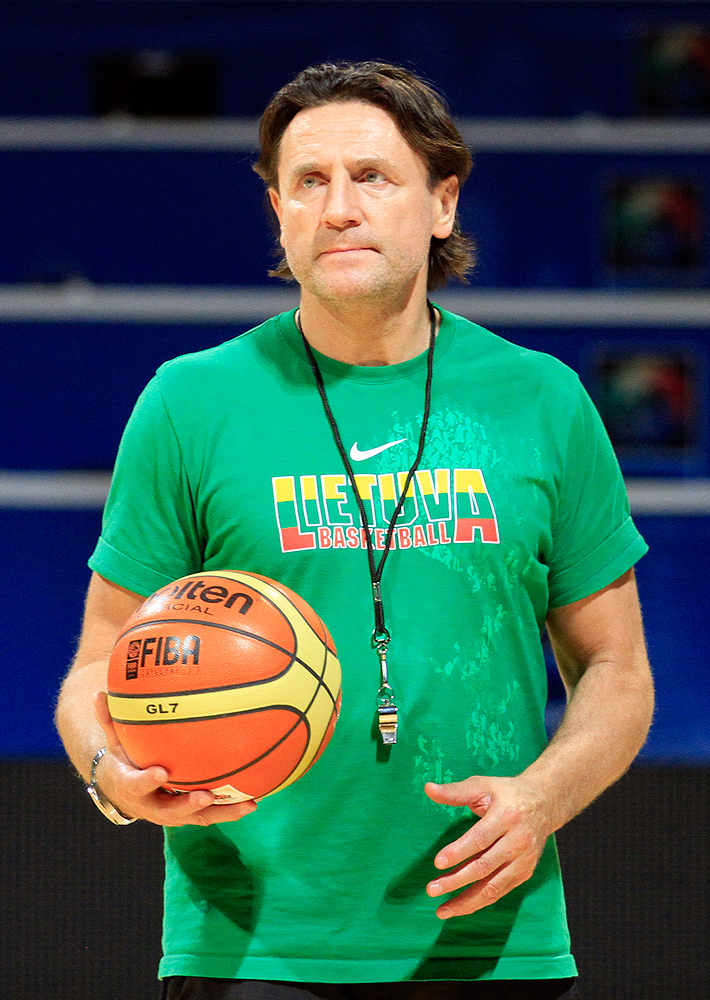
Valdemaras Chomičius (2011)

Valdemaras Pjatrasowitsch Chomičius (* 4. Mai 1959 in Kaunas, litauische SSR) ist ein litauischer Basketballtrainer und ehemaliger -spieler. Während seiner aktiven Zeit als Point Guard wurde er mit der Auswahl der UdSSR 1988 Olympiasieger, 1982 Weltmeister sowie 1979 und 1983 Europameister. Nach dem Untergang der UdSSR wurde er mit der Auswahl Litauens 1992 Dritter beim olympischen Basketballturnier, sowie 1995 Vizeeuropameister. Seit seiner aktiven Zeit arbeitet er zumeist als Assistenztrainer für Vereine der russischen Superleague Russland.

## Vereinslaufbahn als Spieler
Chomičius ist ein Absolvent der Sportakademie Litauens, er spielte schon in der Jugend für Žalgiris Kaunas, bevor er 1977 erstmals in der sowjetischen Eliteklasse zum Einsatz kam und schnell zum Nationalspieler gehörte. Bei Žalgiris Kaunas gehörte er zum Stamm der sog. „Goldenen Generation Litauens“ um Arvydas Sabonis, die in den 80er Jahren die Dominanz der Moskauer Clubs brechen und 1985–87 dreimal in Folge die Meisterschaft der UdSSR, sowie 1986 den Intercontinental Cup erringen konnte.
1989 wechselte er zum spanischen Club Fórum Valladolid und es begann eine Zeit der häufigen Clubwechsel; 1990/91 Fortitudo Bologna, 1991 CAI Saragossa, 1992/94 spielte er für verschiedene belgische Vereine, bevor er 1994 zum damaligen spanischen Zweitligisten CB Málaga wechselte. Nach zwei Jahren in Spanien ging er als Spielerassistenztrainer zurück nach Litauen in die Litauische Basketballliga, wo er seine aktive Laufbahn bis 1999 ausklingen ließ.

## Vereinstrainer
Nachdem Chomičius 1999 endgültig mit dem aktiven Ballspiel aufgehört hatte, nahm ihn der russische Club PFK Ural Great aus Perm als Assistenztrainer unter Vertrag; diesen Posten übte er bis zum Sommer 2003 aus, als der Hauptstadtclub MBK Dynamo Moskau ihn als Chefcoach verpflichtete, ihn aber bereits nach zwei Monaten wieder entließ. Er kehrte wieder auf den Assistenztrainerposten bei Ural Great zurück. 2004 wurde er, nachdem sein bisheriger Chef Sergei Below wegen Erfolglosigkeit entlassen worden war, zum Head Coach von Ural Great ernannt, aber auch in derselben Saison wieder entlassen.
Seitdem ist er Trainerassistent bei UNICS Kasan.

## Internationale Laufbahn
Seine größten internationalen Erfolge feierte Chomičius mit der Auswahl der UdSSR, in die er 1979 kurz nach seinem Erstligadebüt berufen wurde. Direkt in seinem ersten Jahr als Nationalspieler holte er als Europameister die erste von insgesamt fünf EM-Medaillen für die UdSSR (Gold 1979, 1985; Silber 1987, Bronze 1983, 1999). Bei seinen ersten Weltmeisterschaften drei Jahre später wurde er Weltmeister; wegen des Sowjet-Boykotts verpasste er jedoch 1984 das olympische Turnier, bei den Spielen 1988 lief er aber auf und wurde Olympiasieger. Das EM-Bronze 1989 war sein letzter Titel für die UdSSR, 1990 traten er wie alle Balten nicht mehr für die UdSSR an.
Aber auch mit der neuen litauischen Nationalmannschaft war er erfolgreich: 1992 errang man Olympiabronze, 1995 den Vizeeuropameistertitel. Nach seiner aktiven Zeit war er von 2000 bis 2006 neben seiner Vereinstätigkeiten Assistenztrainer und hatte so Anteil am Olympiabronze 2000, sowie am EM-Titel 2003.